# Mortification
I Mortification sono un gruppo musicale Christian metal proveniente dall'Australia, fondato nel 1990 dalla precedente band metal Lightforce degli anni ottanta di Steve Rowe, Cameron Hall e Jayson Sherlock. Sono influenti per molte delle odierne band Christian metal.

## Storia del gruppo
Nei tardi anni ottanta, il bassista Steve Rowe suonava nell'australiana band heavy metal Lightforce, un gruppo di modesto successo nel loro paese. Attorno al 1990, la band si sciolse. Steve, ancora determinato a suonare musica metal con un messaggio cristiano, presto si unì con il batterista Jayson Sherlock e il chitarrista Cameron Hall sotto il nome Lightforce per pubblicare un demo nel 1990, Break the Curse. Con questo disco il gruppo virò musicalmente verso il thrash metal con influenze death metal. Sentendo che il loro nuovo percorso musicale meritava un nuovo nome, la band lo cambiò in Mortification.
Nel 1991, pubblicarono il loro omonimo album di debutto con l'etichetta americana Intense Records. Michael Carlisle rimpiazzò il chitarrista Cameron Hall, e la direzione sonora cambiò nuovamente. Molte canzoni vennero prese dal loro demo Break the Curse, ma il gruppo placò la furia delle sue chitarre e il risultato furono dei brani più heavy e doom degli inizi. Inoltre Steve si rivelò come un eccellente cantante death metal, sprigionando degli incredibili growls durante l'album.

## Formazione

### Formazione attuale
- Steve Rowe - voce, basso
- Mick Jelinic - chitarra
- Damien Percy - batteria

### Ex componenti
Chitarristi:
- Jeff Lewis
- Lincoln Bowen
- Cameron Hall
- Michael Carlisle
- George Ochoa (ospite)
- Dave Kellogg (ospite)
- Jason Campbell (ospite)

Batteristi:
- Jayson Sherlock
- Keith Bannister
- Adam Zaffarese
- Mike Forsberg
- Phil Gibson
- Bill Rice (ospite)

## Discografia
Album in studio
- 1991 - Mortification
- 1992 - Scrolls of the Megilloth
- 1993 - Post Momentary Affliction
- 1994 - Blood World
- 1995 - Primitive Rhythm Machine
- 1996 - EnVision EvAngelene
- 1998 - Triumph of Mercy
- 1999 - Hammer of God
- 2001 - The Silver Cord is Severed
- 2002 - Relentless
- 2004 - Brain Cleaner
- 2006 - Erasing the Goblin
- 2009 - The Evil Addiction Destroying Machine
- 2015 - Realm of the Skelataur

Demo
- 1994 - Break the Curse

Album dal vivo
- 1993 - Live Planetarium
- 1996 - Noah Sat Down and Listened to the Mortification Live EP While Having a Coffee
- 1996 - Live Without Fear
- 2000 - 10 Years Live Not Dead
- 2006 - Live Humanitarian

Raccolte
- 1996 - The Best of Five Years
- 2002 - Ten Years 1990 - 2000 Power, Pain, and Passion
- 2010 - Twenty Years in the Underground
- 2017 - Shades of Death - A Best of Mortification

EP
- 1996 – Noah Sat Down and Listened to the Mortification Live E.P. While Having a Coffee
- 2012 – Scribe of the Pentateuch
- 2017 - Ancient Prophecy / Overseer

## Videografia
- 1991 - Metal Missionaries
- 1992 - Grind Planets
- 1994 - The History of Mortification
- 1994 - Live Planetarium
- 1996 - EnVidion
- 2002 - Conquer The World